# Tablice rejestracyjne w Republice Zielonego Przylądka
Tablice rejestracyjne w Republice Zielonego Przylądka
Stary system (z czasów, gdy Wyspy Zielonego Przylądka były kolonią portugalską) miał format CVx-0000, gdzie:
- CV to międzynarodowy kod samochodowy
- w miejsce x widniało S dla Wysp Podwietrznych (Ilhas do Sotavento) lub B dla Wysp Zawietrznych (Ilhas do Barlovento).
- 0000 to cztercyfrowy numer seryjny

Obecny sposób rejestracji ma format xx-00-xx, gdzie dwie pierwsze litery oznaczają odpowiednią wyspę.
Wyróżniki miejsca:
- BR - Brava
- BV - Boa Vista
- FG - Fogo
- SA - Santo Antão
- SL - Sal
- SN - São Nicolau
- ST - Santiago
- SV - São Vicente

Pojazdy sił zbrojnych mają wyróżnik FA, rządowe na żółtym tle z literą G.